# Leptogorgia pumicea
Leptogorgia pumicea är en korallart som först beskrevs av Achille Valenciennes 1855.  Leptogorgia pumicea ingår i släktet Leptogorgia och familjen Gorgoniidae. Inga underarter finns listade i Catalogue of Life.